# Pluimpot
De Pluimpot was een zeegeul die het eiland Tholen lange tijd in tweeën deelde, ook toen de andere ingepolderde schorren al een aaneengesloten geheel vormden.
In 1556 begon men met het afdammen van de Pluimpot. Er werd een dam gelegd op 1 km ten noorden van Scherpenisse en één ten oosten van Sint Annaland. Na de overstroming van 1953 achtte men het veiliger om het restant van de Pluimpot in te dammen. Tevens wilde men ervaring opdoen met nieuwe materialen. In 1957 werd het laatste stuk Pluimpot afgesloten via een dam bij Gorishoek.
Hiermee verdwenen de getijdehavens van Scherpenisse en Sint Maartensdijk. Een stuk van het afgedamde deel werd ontwikkeld tot natuurgebied.
De vorige loop van de Pluimpot bestaat tegenwoordig verder uit de volgende polders: Geertruipolder, Slabbekoornpolder (west), Smaalzijpolder, Baarsdijkpolder en Mariapolder (Tholen). De Johanna-Mariapolder ligt ten noorden van de noordelijke Pluimpotdam en werd in 1860 ingedijkt.